# 久米田病院
久米田病院（くめだびょういん）は、医療法人利田会が大阪府岸和田市に設置する精神科病院。

## 沿革
- 1962年4月 - 開設
- 1988年4月 - 久米田看護専門学校開設

## 診療科
- 精神科[1]
- 神経内科[1]
- 内科[1]

## 医療機関の指定・認定
（下表の出典）
| 保険医療機関                         | 生活保護法指定病院（中国残留邦人等の円滑な帰国の促進並びに永住帰国した中国残留邦人等及び特定配偶者の自立の支援に関する法律（平成六年法律第三十号）に基づく指定医療機関を含む。） |
| 臨床研修病院                         | 精神保健指定医の配置されている医療機関 |
| 指定自立支援医療機関（精神通院医療） | 精神保健及び精神障害者福祉に関する法律（昭和二十五年法律第百二十三号）に基づく指定病院又は応急入院指定病院                                                                       |

- 救急告示病院（精神科）[2]
- 依存症専門医療機関（アルコール健康障害、薬物依存症）[3]

## 交通アクセス
- JR阪和線「下松駅」又は「久米田駅」下車 タクシーで約8分[4]
- 南海本線「和泉大宮駅」下車 タクシーで約15分[4]
- 阪神高速湾岸線岸和田北出入口より車で約20分[4]
- 阪和自動車道岸和田和泉インターチェンジより車で約15分[4]
- JR阪和線「下松駅」、「久米田駅」および南海本線「和泉大宮駅」よりシャトルバスあり[4]

## 関連施設
- 久米田看護専門学校

## その他
岸和田市内に「久米田外科整形外科病院」があるが、この久米田病院とは無関係である。